# Jordi Oriol i Vilanova
Jordi Oriol i Vilanova (Barcelona, 1926 – Barcelona, 29 de gener de 1995) fou un empresari barceloní, vicepresident de l'empresa Roca i conseller del Banco Zaragozano.

## Biografia
Jorge Oriol Vilanova va créixer a la ciutat comtal, on va començar els seus estudis al Col·legi Alemany de Barcelona i al col·legi de San Francesc Xavier de Tudela. Es va llicenciar en dret per la Universitat de Barcelona, estudis que va complementar més endavant amb un programa d'alta direcció d'empreses (PADE) a la llavors nova escola de negocis IESE.
Com a vicepresident de la Companya Roca Radiadors S.A. i responsable d'expansió i de la propietat industrial, va recórrer Europa, Asia i Amèrica per implantar i desenvolupar l'empresa. Els seus viatges el portaren a escriure la novel·la Seis Meses de Plazo, amb pròleg del seu amic Francisco Montero Galvache, així com a la pintura i a la producció literària i poètica amb obres com Recuerdos, Cartas desde Roma, La Cerca, El Noray i Juan Juen.
Jordi Oriol fou també conseller del banc aragonès Banco Zaragozano. Era fill de la família reusenca d'Oriol i descent de l'orfebre Antoni Oriol i Buxó. Va morir el 29 de gener de l'any 1995 i fou enterrat al cementiri de Montjuïc.